# KüchenTreff
Die KüchenTreff GmbH & Co. KG ist einer der größten Verbände von Küchen-Einkäufern und -Händlern Deutschlands. Der Verbandssitz ist in Wildeshausen. Der Verband zählt heute europaweit über 400 Mitglieder.

## Geschichte
Am 1. Januar 1995 wurde der Verband gegründet, damals hatten sich 27 selbstständige Küchen-Fachhändler zusammengefunden, um bessere Einkaufsbedingungen zu erreichen und so die eigene Wettbewerbsfähigkeit zu stärken. Der Zusammenschluss diente aber auch dazu, Erfahrungen untereinander auszutauschen, sich weiter zu verbessern und ein gemeinsames Vertriebsmarketing zu entwickeln.
Heute (Stand 2019) gibt es europaweit mehr als 400 Fachgeschäfte, die alle als stiller Gesellschafter in den Verband integriert sind.

## Geschäftsführung
Erster Geschäftsführer wurde Franz Bahlmann, die Unternehmenszentrale ist in Wildeshausen nahe Bremen.